# Hallův motor

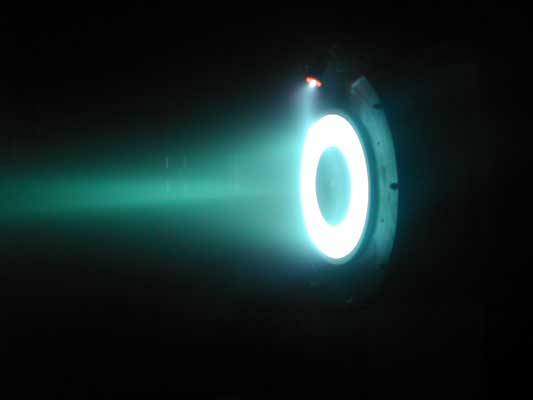
2 kW Hallův motor vyvinutý v plazmové laboratoři v Princetonu.

Hallův motor je typem iontového motoru pro pohon kosmických sond. Pracuje na principu urychlení iontů v elektrickém poli. V motoru probíhá ionizace plynného paliva (obvykle xenonu) urychlenými elektrony, které jsou produkovány na katodě a urychlovány magnetickým vířivým polem. Nárazem urychlených elektronů do xenonových atomů vznikají kladně nabité ionty Xe+. Vzniklé plazma je poté elektrostaticky urychleno a rychlostí 10–50 km/s opouští trysky motoru. Vytváří tak vlastní tah o síle řádově setin až jednotek newtonu.

## Historie
Rakety s Hallovým motorem byly vyvíjeny nezávisle v USA a SSSR od roku 1950 a dále pak 60. letech. V bývalém Sovětském svazu probíhal vývoj řídícího raketového systému umístěného na přídi, v USA se vědci zaměřili spíše na rozvoj přímého raketového pohonu iontové rakety.

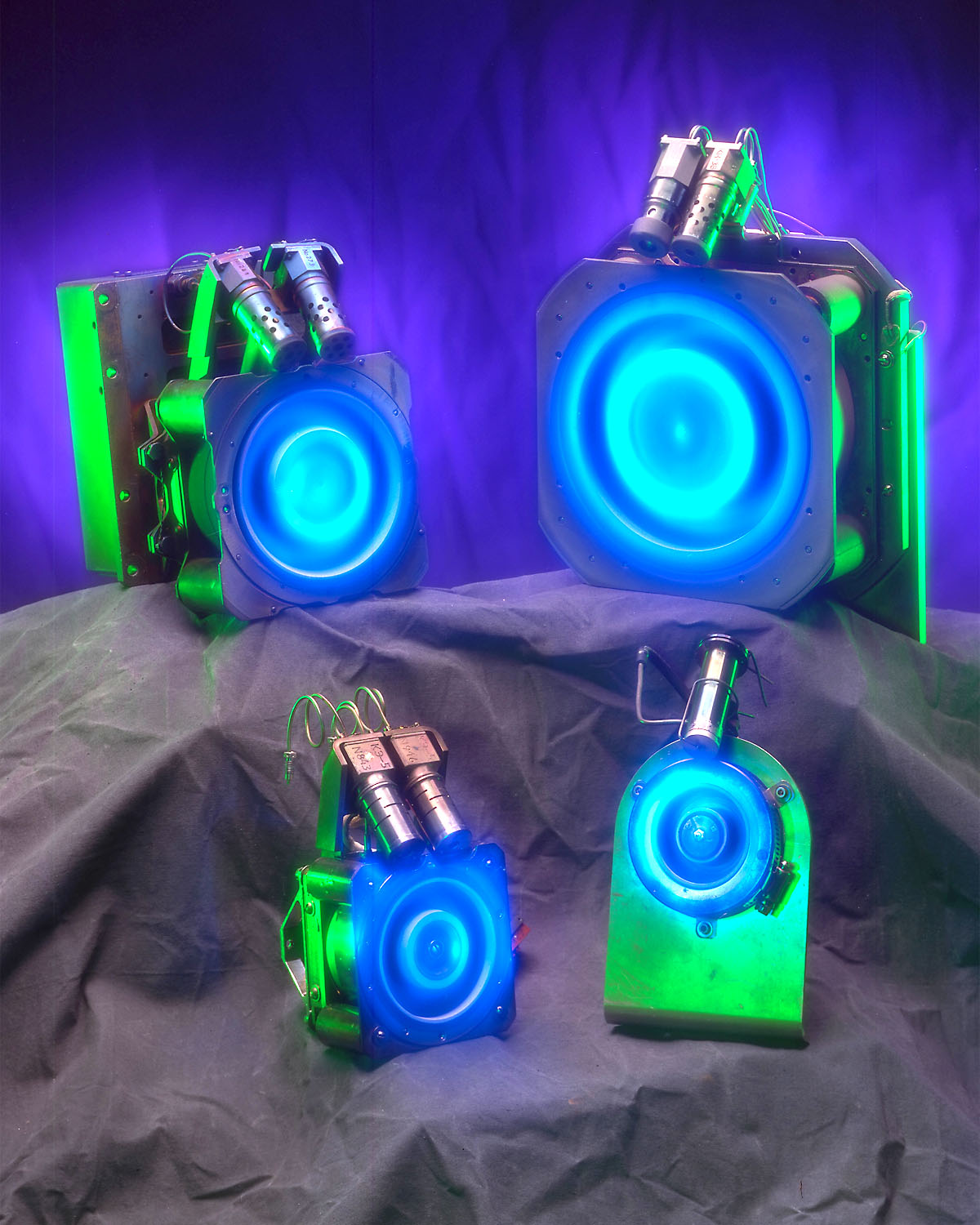
Sovětské a ruské motory SPD

Sovětské konstrukce byly z velké části dílem konstruktéra A.I. Morozova a byly prakticky provozovány od roku 1972. Sloužily především pro satelitní stabilizaci v směrech sever-jih a východ-západ. Tyto motory s typovým označením SPD-50 a SPD-60 vyvíjely účinný tah 20 a 30 mN. Nová generace motorů SPD-70 a SPD-100 byla zavedena do provozu roce 1982 a měla tah 40 resp. 83 mN. V postsovětském Rusku byly uvedeny do užívání vysoce výkonné jednotky o výkonu až několika kilowatt - SPD-140, SPD-160, SPD-180.
Ve spolupráci s organizací Ballistic Missile Defense Organization byly v roce 1992 ruské jednotky představeny západním odborníkům na elektrické iontové motory. V současné době pracuje na sovětských a ruských satelitech více než 200 jednotek s Hallovým motorem. Jsou použity hlavně pro udržování stacionární oběžné dráhy a malé změny oběžné dráhy. V současné době probíhá výzkum designu a teoretické modelování provozu ve spolupráci s odborníky z NASA v Glennově výzkumném středisku a Jet Propulsion Laboratory, ale i za účasti průmyslu, například firmy Aerojet a Busek Co.
Tato technologie byla použita na evropské lunární misi SMART-1 a je používána v řadě komerčních geostacionárních družic. V roce 2009 tým výzkumníků z Georgia Tech researchers použil jako zdroj elektronů pro běh motoru a současně k pro udržení elektrické neutrality vystupujícího plazmatu uhlíkové nanotrubice.

## Princip provozu
Základní pracovním principem je využití elektrostatického potenciálu pro urychlení iontů na velmi vysokou rychlost. Negativní elektrický náboj je vytvářen elektronovým plazmatem na mřížce motoru. Radiální magnetické pole o síle několika militesla (mT) slouží k držení elektronů v prostoru, kde kombinace magnetického pole a přitažlivost k anodě vytváří rychle cirkulující proud elektronů kolem osy rakety a dochází přitom jen k pomalému axiálnímu posunu směrem k anodě.

Průřez Hallovým motorem podle jeho osy

Palivo, jako je například xenon je přiváděno přes anodu, která má četné malé otvory působící jako distributor plynu. Xenon se používá především pro svou vysokou molekulovou hmotnost a nízký ionizační potenciál. Jak se neutrální atomy xenonu pohybují kanálem k přední části motoru, jsou ionizovány srážkami s elektrony o vysoké energií (10-20 eV, což odpovídá teplotě 100 000 až 250 000 °C). Vznikají tak především ionty o jednotkovém náboji Xe+ a malý podíl iontů s dvojnásobným nábojem Xe2+.
Xenonové ionty jsou pak urychlovány elektrickým polem mezi anodou a katodou a dosahují rychlosti okolo 15 km/s. Při výstupu z pohonné trysky však spolu s kationty xenonu musí odcházet i stejný počet elektronů, aby vzniklo plazma bez elektrického náboje. Je proto třeba volit vhodnou intenzitu axiálního magnetického pole tak, aby byl současně k dispozici dostatek vysoce energetických elektronů pro ionizaci atomů xenonu a současně dosáhnout toho, aby výstupní plazma bylo elektricky neutrální. Obvykle tak asi 30 % elektronů nepřispívá k tažné síle motoru. Podíl ionizace xenonových atomů je přitom přibližně na úrovni 90 % a tak kombinovaná účinnost procesu dosahuje cca 63 % (90 % × 70 %).
Ve srovnání s chemickými raketami je tažná síla velmi malá (v řádu 80 mN), nicméně Hallovy motory fungují s vysokým specifickým impulsem a vysokou účinností. Další výhodou je, že tyto rakety mohou využít širší paletu pohonných hmot včetně kyslíku, i když v tomto případě neprobíhá proces ionizace tak snadno. Jinou možností je použití kapalného bizmutu, který má nízkou cenu, vysokou atomovou hmotnost a nízký parciální tlak par.